# Wehmig
Die Wehmig oder der Wehmigbach ist der linke Quellbach des Weibersbaches im Landkreis Aschaffenburg im bayerischen Spessart.

## Geographie

### Verlauf
Die Wehmig entspringt am Metzkopf (351 m) in der bayerischen Sülzert und fließt in westliche Richtung. Sie nimmt den Ruhgraben auf, speist an den Tennisanlagen südlich von Neuses einige Fischweiher und fließt Richtung Albstadt. Dort vereinigt sie sich mit dem kürzerer und wasserärmeren Eichbach zum Weibersbach.

### Zuflüsse
- Ruhgraben (links), 0,9 km

### Flusssystem Kahl
- Fließgewässer im Flusssystem Kahl